# M/S Hättan
M/S Hättan är ett svenskt passagerarfartyg, som trafikerar Saltsjön i Stockholm för Rederiaktiebolaget Ballerina.
M/S Hättan byggdes 1984 på Hasse Westers mekaniska verkstad i Jordfall för Orusts kommun. Båten trafikerade ursprungligen, från november 1984, sträckan Tuvesvik - Gullholmen. 1998 såldes båten till Mesan AB för 2 235 000 kronor. I april 2013 började båten trafikera Sjövägen, och i mars 2014 såldes den till Ballerina.

## Bildgalleri

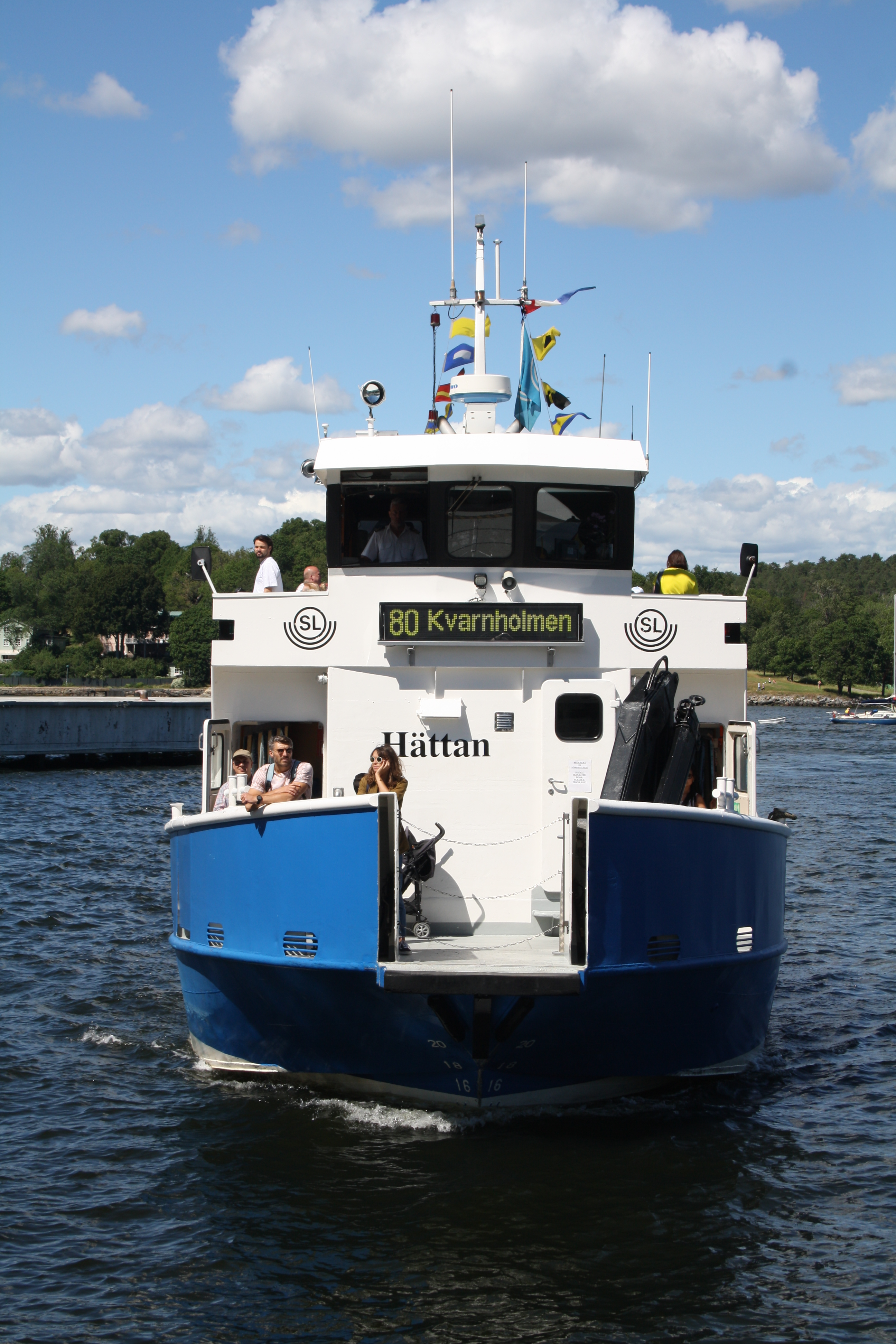
M/S Hättan utanför Stockholm i juni 2019
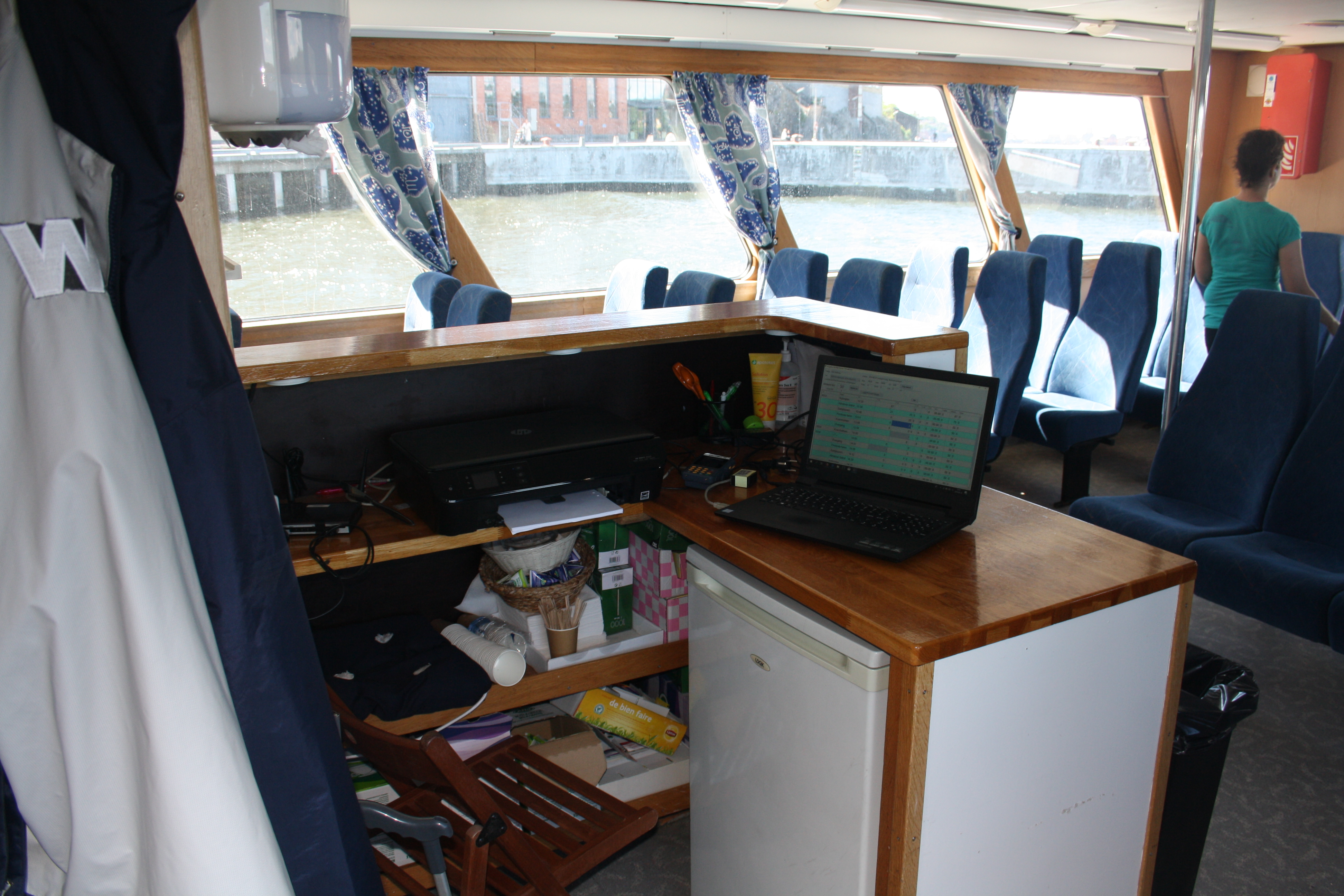
Informationsdisk
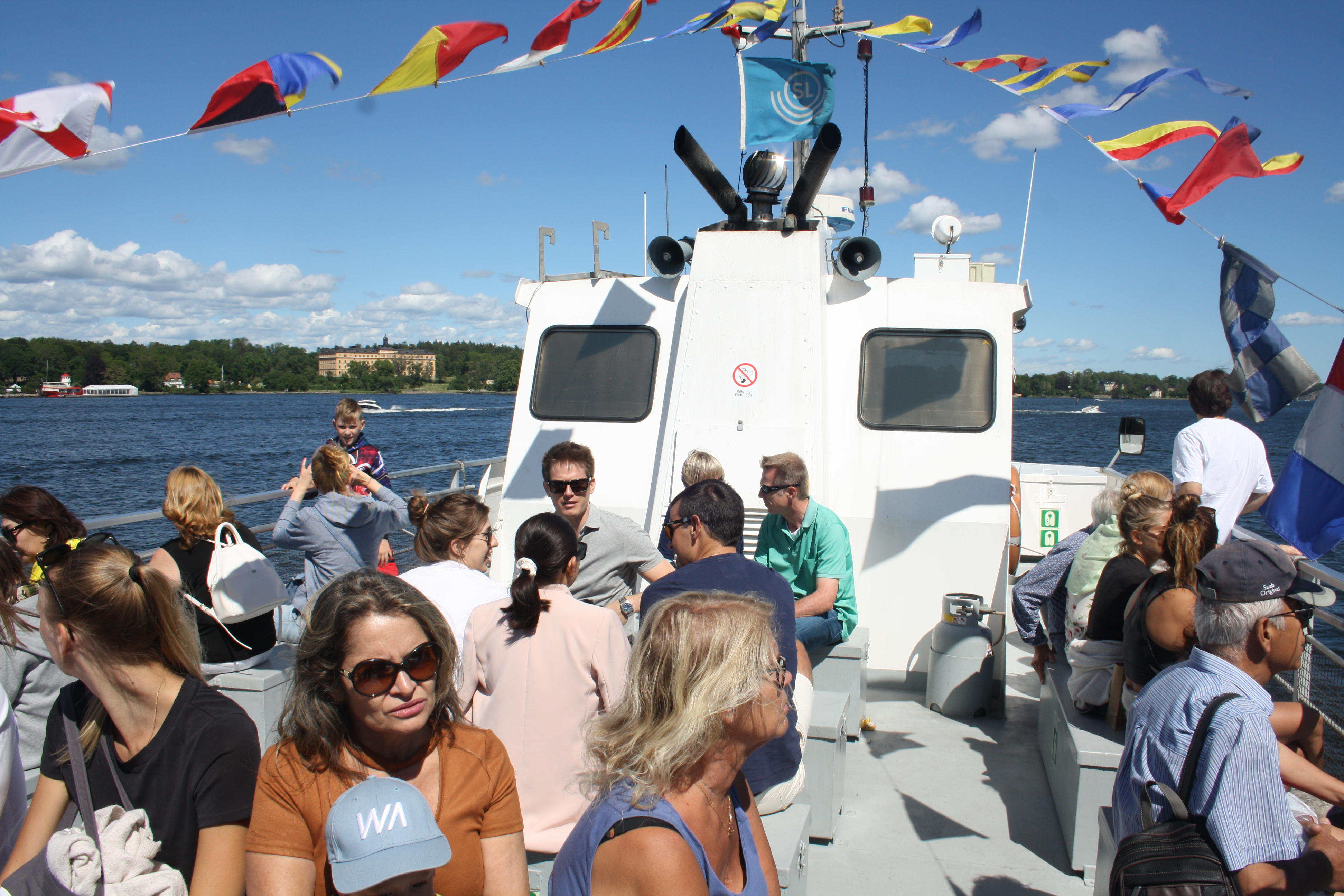
Utsidan
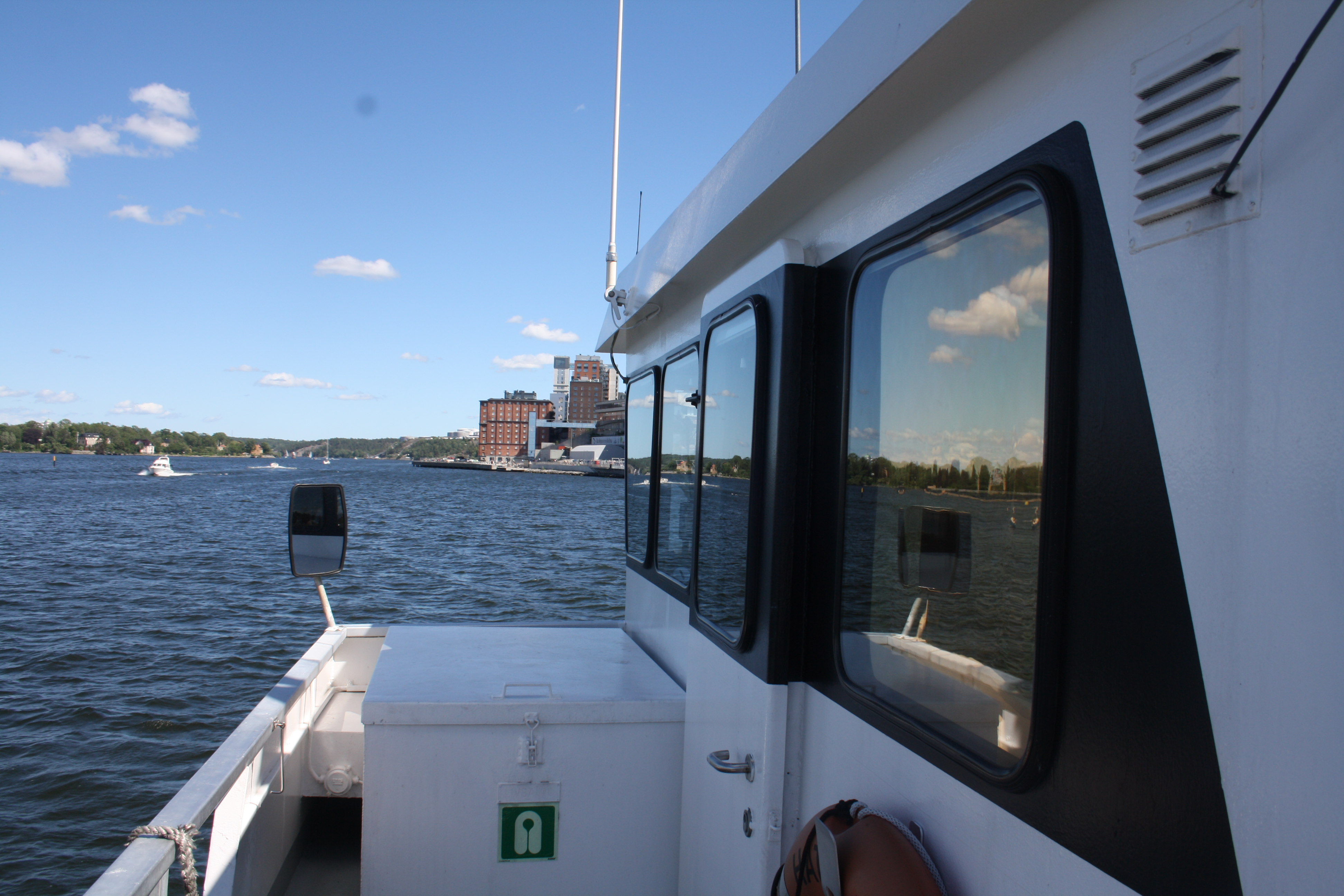
Fören
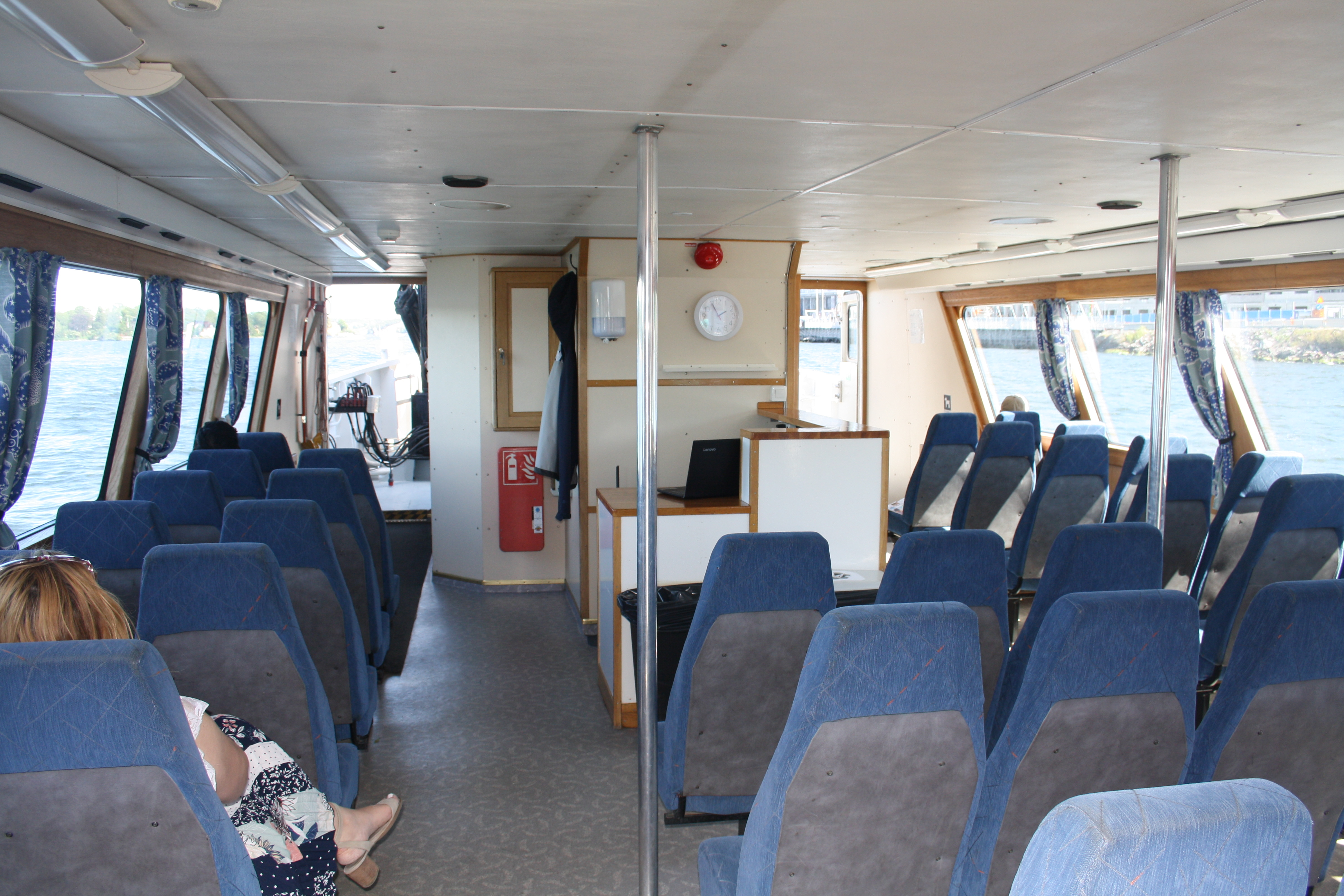
Insidan
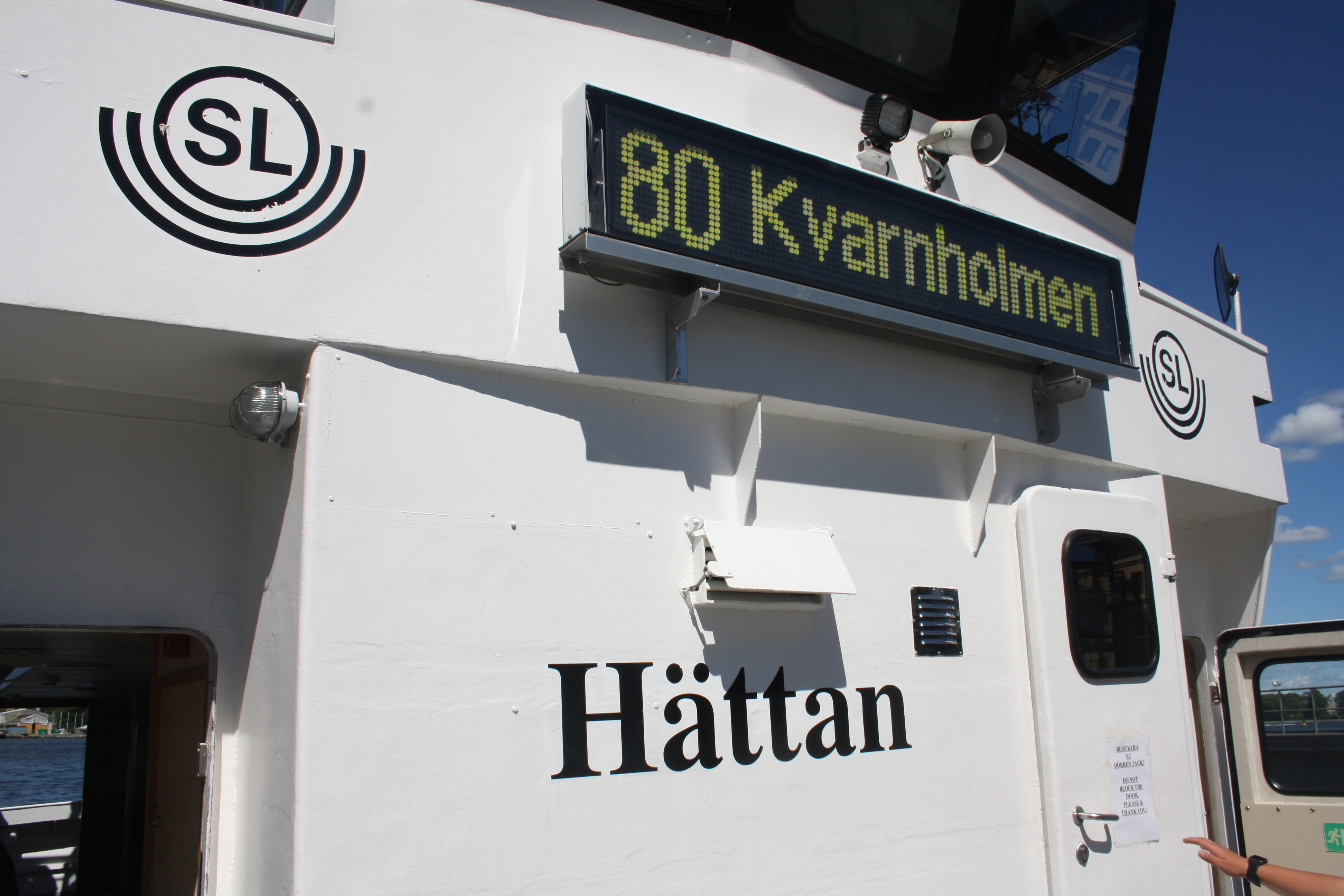
Namnskylt
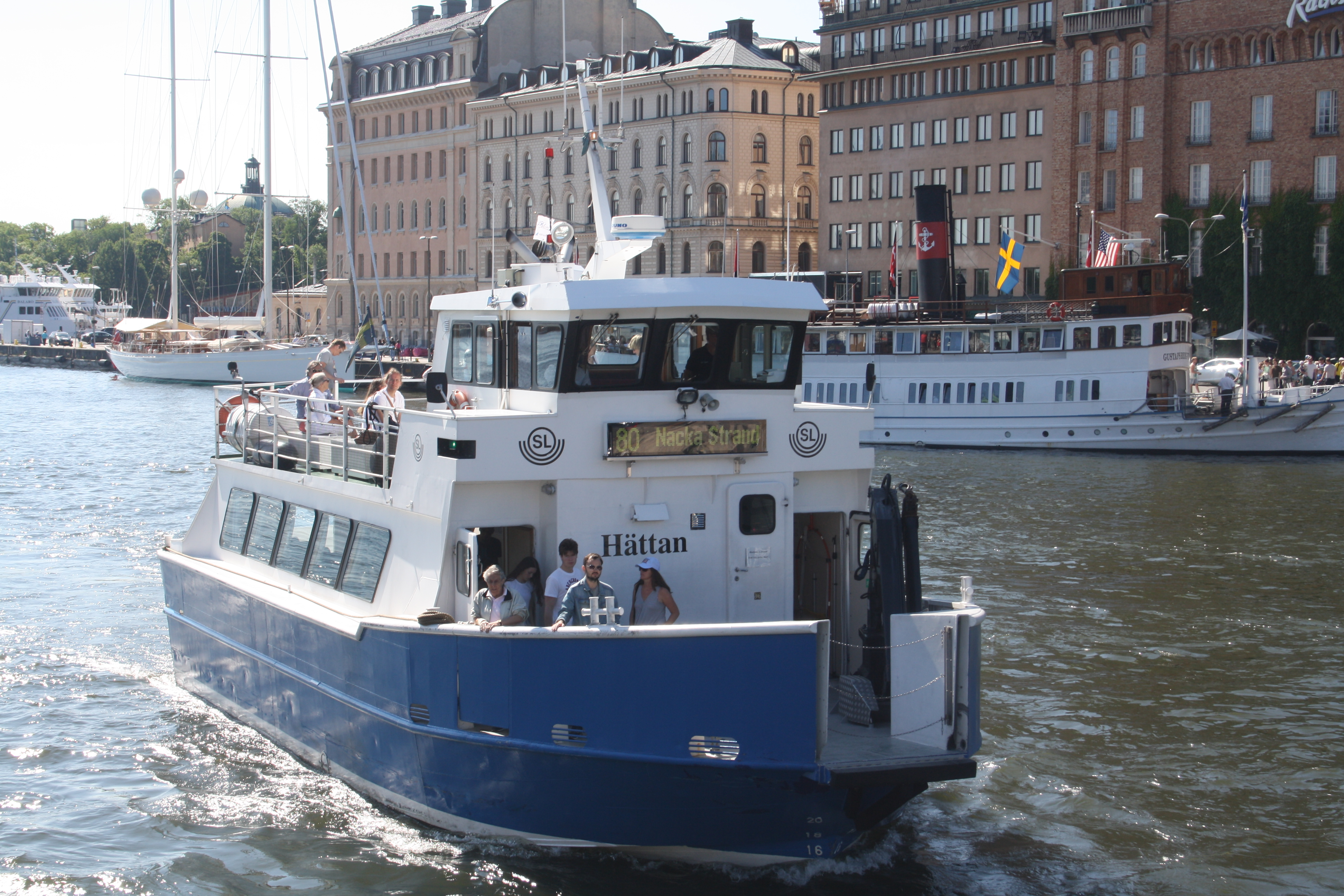
Fartyget